# Корени (Крушевачко позориште)
Корени су позоришна представа рађена истоименом делу Добрице Ћосића премијерно изведена на сцени Крушевачког позоришта, 2001. године.

## Подела улога
| Глумац                    | Улога         |
| ------------------------- | ------------- |
| Милија Вуковић            | Аћим Катић    |
| Павле Пекић               | Вукашин Катић |
| Ненад Јездић              | Ђорђе Катић   |
| Јованка Андрић            | Олга Катић    |
| Катарина Жутић            | Милена Катић  |
| Дејан Тончић              | Адам Катић    |
| Биљана Николић            | Симка Катић   |
| Војин Ћетковић            | Тола Дачић    |
| Небојша Брадић            | Тола Дачић    |
| Драган Маринковић Маринко | Капетан       |
| Бојан Вељовић             | Андра         |
| Биљана Јоцић Савић        | Зорка         |

| Аутор драматизације | Бранислав Недић   |
| Драматург представе | Маша Јеремић      |
| Редитељ и сценограф | Небојша Брадић    |
| Сценограф           | Иванка Јевтовић   |
| Лектор              | Милош Петровић    |
| Композитор          | Зоран Ерић        |
| Ликовни уметник     | Љубисав Милуновић |
| Маскер              | Нијаз Мемиш       |